# Confidence
Confidence is een Amerikaanse misdaad-thriller uit 2003 onder regie van James Foley.

## Verhaal
Beroepsoplichter Jake Vig (Edward Burns) ontfutselt samen met zijn bende door middel van uitgebreide toneelstukjes zijn slachtoffers geld. Op een dag stelen ze een loopjongen van gangsterbaas Winston King (Dustin Hoffman) zo 150.000 dollar. Vig wil geen risico nemen en gaat praten met King, voor wie hij vervolgens een klus af moet handelen. Hij moet een manier vinden om vijf miljoen euro afhandig te maken van Morgan Price (Robert Forster), een bankier met goede banden met de onderwereld. Vig roept hiertoe de hulp in van een hoertje dat is gespecialiseerd in zakkenrollen. Ondertussen wordt hij geschaduwd door een verklikker van King, die moet zorgen dat er niets misgaat én door FBI-agent Gunther Butan (Andy García), die een persoonlijke wrok tegen hem koestert.

## Rolverdeling
- Edward Burns als Jake Vig
- Rachel Weisz als Lily
- Morris Chestnut als Travis
- Leland Orser als Lionel Dolby
- Louis Lombardi als Alphonse 'Big Al' Moorley
- Paul Giamatti als Gordo
- Brian Van Holt als Miles
- Donal Logue als Officer Lloyd Whitworth
- Luis Guzmán als Officer Omar Manzano (as Luis Guzman)
- April O'Brien als Attractive Blonde
- Jay Giannone als Car Salesman
- Tommy Lister als Harlin
- Franky G als Lupus
- Dustin Hoffman als Winston King
- Melissa Lawner als Katie
- John Carroll Lynch als Grant Ashby

## Trivia
- Er werd een Bollywoodversie van de film gemaakt getiteld Ek Khiladi Ek Haseena.
- In de originele Engelse versie van de film wordt het woord 'fuck' 130 maal gebruikt.